# Grotte de Nutty Putty
La grotte de Nutty Putty (Nutty Putty Cave en anglais) est une grotte hydrothermale située à une centaine de kilomètres au sud de Salt Lake City, à l'ouest du lac Utah dans l'Utah aux États-Unis. Elle appartient actuellement à l'Utah School and Institutional Trust Lands Administration et est gérée par l'Utah Timpanogos Grotto.
Elle est connue pour l’accident mortel de John Edward Jones survenu en novembre 2009.

## Historique
La grotte est explorée pour la première fois en 1960 par Dale Green et ne dispose que d'une entrée.
Cette grotte fait l'objet de quatre sauvetages de spéléologues et de scouts, qui sont restés coincés dans des passages sinueux, étroits, ou dans des rampes naturelles de la grotte.
En 2006, des restrictions ont été étudiées et appliquées afin de réduire drastiquement le nombre de visiteurs autorisés à explorer la grotte. Les estimations révélaient qu'elle recevait plus de 5 000 visiteurs par an, avec une forte proportion de visiteurs y pénétrant tard dans la nuit et ne prenant pas les précautions de sécurité appropriées. La popularité de la grotte avait causé un lissage excessif de la roche, au point qu'il était jugé possible que quelqu'un puisse se retrouver coincé dans une pièce appelée "The Big Slide" en pente à 45 degrés. Le 24 mai 2006, la grotte est temporairement fermée et un portail empêchant l'entrée y est installé.
Au début de l'année 2009, l'ouverture de la grotte a été mise en place avec un nouveau processus administratif afin de s'assurer que les mesures de sécurité y soient respectées et est effective à partir du 18 mai 2009.
La grotte est définitivement fermée après l'accident fatal impliquant John Edward Jones en novembre 2009.

## L'accident fatal de John Edward Jones
Le 24 novembre 2009, un groupe de onze explorateurs s'aventure dans la grotte. Alors qu'ils l'explorent, l'un d'eux, John Edward Jones, choisit de prendre un chemin différent et pénètre, tête la première, dans un étroit boyau, puis se bloque après l'avoir emprunté, dans ce cul-de-sac de 45 cm de large et 25 cm de haut. La géométrie ardue du tunnel emprunté rend difficiles les tentatives de sauvetage. Tenter de le tirer hors du tunnel à l'aide d'une poulie utiliserait ses jambes comme seul point d'appui et pourrait les lui briser, ce qui aurait des conséquences extrêmement douloureuses et fatales étant donné le très fort afflux de sang veineux logiquement présent dans son cou et dans sa tête. Par ailleurs, seuls quelques sauveteurs sont parvenus à son niveau dans la grotte, trop étroite pour les autres.
Les 137 sauveteurs ayant participé à son sauvetage ont conclu qu'il serait trop dangereux de tenter de récupérer son corps. John Edward Jones trouve la mort après 28 heures. Le propriétaire foncier du site et la famille de John Edward Jones se sont entendus pour que la grotte soit fermée de façon permanente et que le corps y reste scellé.
Un film s'inspirant de l'accident, intitulé The Last Descent, est sorti le 16 septembre 2016.